# Dietrich Schlumbohm
Dietrich Schlumbohm (* 28. Februar 1937 in Hamburg; † 2016) war ein deutscher Romanist.

## Leben
Schlumbohm studierte Romanistik und Anglistik in Hamburg und Genua. Nach der Promotion zum Dr. phil. bei Margot Kruse 1966 in Hamburg und der Habilitation an der Universität Hamburg war er von 1974 bis 1977 Privatdozent für Romanische Philologie, von 1977 bis 1978 wissenschaftlicher Rat und von 1979 bis 2001 Professor an der Universität Hamburg. Seine Forschungen und Veröffentlichungen galten sowohl der französischen als auch der italienischen Literatur der Neuzeit.

## Schriften (Auswahl)

### Monografien
- Der Aufstand der Engel. Anatole France und seine literarischen Vorläufer. Dissertation (= Hamburger romanistische Dissertationen. Band 2). Romanistisches Seminar der Universität Hamburg, 1966, DNB 720234050. Rezension Rezension Rezension
- Die Welt als Konstruktion. Untersuchungen zum Prosawerk Cesare Paveses. Fink, München 1978, ISBN 3-7705-1349-5. Rezension

### Artikel
- Les Martyrs und die Kritik Chateaubriands an Milton und Tasso. In: Aufsätze zur Themen- und Motivgeschichte. Festschrift für Hellmuth Petriconi zum siebzigsten Geburtstag am 1. April 1965 von seinen Hamburger Schülern (= Hamburger Romanistische Studien. Band 48). 1965, ISBN 978-3-11-099856-6, S. 111–134, doi:10.1515/9783111353968-005.
- Tyrannenmord aus Liebe. Überlegungen zu einer Motivkombination. In: Romanistisches Jahrbuch. Band 18, Nr. 1, 1967, S. 97–122, doi:10.1515/roja-1967-0108.
- Der Einfluß der amerikanischen Literatur auf die moderne italienische Prosa (insbesondere auf die Werke Paveses und Vittorinis). Ein Forschungsbericht. In: Romanistisches Jahrbuch. Band 19, Nr. 1, 1968, S. 133–162, doi:10.1515/9783110244762.133.
- Svevo und Stendhal. Zur Interpretation von Una vita. In: Romanistisches Jahrbuch. Band 20, Nr. 1, 1969, S. 91–112, doi:10.1515/9783110244779.91.
- Die Caractères von Jean de la Bruyère. Politische Parteinahme in Moralistischer Form. In: Poetica. Band 8, Nr. 1, 1976, DNB 1289104107, S. 25–42.
- Scipio Slataper in Hamburg. Zum 100. Geburtstag des Triestiner Schriftstellers. In: Gestaltung – Umgestaltung. Beiträge zur Geschichte der romanischen Literaturen; Festschrift zum sechzigsten Geburtstag von Margot Kruse. Narr, Tübingen 1990, ISBN 3-8233-4102-2, S. 355–377.
- Prousts „Page sur Vermeer“. Durchgesehene, erweiterte und verbesserte Auflage von Jorge Semprún. In: Andreas Kablitz, Ulrich Schulz (Hrsg.): Literarhistorische Begegnungen. Festschrift zum sechzigsten Geburtstag von Bernhard König. Narr, Tübingen 1993, S. 319 ff.